# Coupe ULEB de basket-ball 2007-2008
Navigation
Édition précédente Édition suivante
La Coupe ULEB 2007-2008 est la 6e de la coupe ULEB, deuxième compétition de clubs  de basket-ball du continent européen après l'Euroligue de basket-ball. Cette année marque un profond changement puisque 54 équipes disputent la compétition (au lieu de 24 précédemment) et elle se termine par un final eight. C'est ce qui a été annoncé lors du tirage au sort des poules le 1er juillet 2007. Par ailleurs le logo a également changé pour adopter des tons plus bleus.

## Équipes participantes et groupes
| Groupe A ALBA Berlin KK Bosna KK Šiauliai DKV Joventut Türk Telekomspor Guildford Heat | Groupe B Ovarense Aerosoles BK Ventspils Élan Chalon RheinEnergie Cologne FMP Zeleznik Beşiktaş JK Colatruka | Groupe C KK Hemofarm Akasvayu Girona Spirou Charleroi Galatasaray SK Cafe Crown Hanzevast Capitals CSU Asesoft |

| Groupe D SLUC Nancy Francfort Skyliners Anwil Włocławek Pamesa Valencia Azovmach Marioupol BC Khimki Moscou | Groupe E KK Budućnost Podgorica Triumph Lyubertsy Antwerp Giants Hapoël Galil Elyon Swans Gmunden Fribourg Olympic | Groupe F MBK Dynamo Moscou KK Crvena Zvezda ČEZ Nymburk BC Ostende Panellinios Athènes Fortitudo Bologne |

| Groupe G Addeco ASVEL EnBW Ludwigsburg Paniónios BC BC Kalev CB Gran Canaria Asco Śląsk Wrocław | Groupe H ASK Rīga Academic Sofia Pau-Orthez Benetton Trévise BC Kiev Artland Dragons | Groupe I UNICS Kazan Turów Zgorzelec Hapoël Jérusalem Eiffel Towers Strasbourg IG KK Zadar |

## 1ertour
Il se déroule en matchs aller-retours du 5 novembre 2007 au 2 janvier 2008. Les 3 premiers de chaque groupe sont alors qualifiés pour les 1/16emes de finales. Les quatre meilleurs quatrième sont également qualifiés.

### Groupe A
| Rang | Équipe           | Pts | J  | V | D  | Bp  | Bc  | Diff |
| ---- | ---------------- | --- | -- | - | -- | --- | --- | ---- |
| 1.   | DKV Joventut     | 20  | 10 | 9 | 1  | 913 | 675 | 238  |
| 2.   | Türk Telekomspor | 19  | 10 | 9 | 1  | 920 | 831 | 89   |
| 3.   | KK Bosna         | 14  | 10 | 4 | 6  | 860 | 880 | -20  |
| 4.   | KK Šiauliai      | 14  | 10 | 4 | 6  | 781 | 826 | -45  |
| 5.   | ALBA Berlin      | 14  | 10 | 4 | 6  | 790 | 815 | -25  |
| 6.   | Guildford Heat   | 10  | 10 | 0 | 10 | 689 | 926 | -237 |

### Groupe B
| Rang | Équipe                | Pts | J  | V  | D  | Bp  | Bc  | Diff |
| ---- | --------------------- | --- | -- | -- | -- | --- | --- | ---- |
| 1.   | Beşiktaş JK Colatruka | 20  | 10 | 10 | 0  | 823 | 704 | 119  |
| 2.   | BK Ventspils          | 16  | 10 | 6  | 4  | 829 | 765 | 64   |
| 3.   | RheinEnergie Cologne  | 16  | 10 | 6  | 4  | 792 | 808 | -16  |
| 4.   | Élan Chalon           | 15  | 10 | 5  | 5  | 807 | 795 | 12   |
| 5.   | FMP Zeleznik          | 13  | 10 | 3  | 7  | 752 | 779 | -27  |
| 6.   | Ovarense Aerosoles    | 10  | 10 | 0  | 10 | 760 | 912 | -152 |

### Groupe C
| Rang | Equipe                    | Pts | J  | V | D | Bp  | Bc  | Diff |
| ---- | ------------------------- | --- | -- | - | - | --- | --- | ---- |
| 1.   | Akasvayu Girona           | 17  | 10 | 7 | 3 | 846 | 747 | 99   |
| 2.   | Galatasaray SK Cafe Crown | 17  | 10 | 7 | 3 | 805 | 725 | 80   |
| 3.   | Hemofarm                  | 16  | 10 | 6 | 4 | 822 | 813 | 9    |
| 4.   | CSU Asesoft               | 14  | 10 | 4 | 6 | 758 | 763 | -5   |
| 5.   | Spirou Charleroi          | 14  | 10 | 4 | 6 | 718 | 747 | -29  |
| 6.   | Hanzevast Capitals        | 12  | 10 | 2 | 8 | 761 | 915 | -154 |

### Groupe D
| Rang | Équipe                  | Pts | J  | V | D  | Bp  | Bc  | Diff |
| ---- | ----------------------- | --- | -- | - | -- | --- | --- | ---- |
| 1.   | Pamesa Valencia         | 18  | 10 | 8 | 2  | 798 | 730 | 68   |
| 2.   | BC Khimki Moscou        | 18  | 10 | 8 | 2  | 849 | 790 | 59   |
| 3.   | Azovmach Marioupol      | 16  | 10 | 6 | 4  | 791 | 796 | -5   |
| 4.   | Nancy                   | 14  | 10 | 4 | 6  | 796 | 794 | 2    |
| 5.   | Anwil Wloclawek         | 14  | 10 | 4 | 6  | 751 | 783 | -32  |
| 6.   | Deutsche Bank Skyliners | 10  | 10 | 0 | 10 | 700 | 792 | -92  |

### Groupe E
| Rang | Équipe                | Pts | J  | V | D | Bp  | Bc  | Diff |
| ---- | --------------------- | --- | -- | - | - | --- | --- | ---- |
| 1.   | Triumph Lyubertsy     | 18  | 10 | 8 | 2 | 792 | 686 | 106  |
| 2.   | Budućnost Podgorica   | 17  | 10 | 7 | 3 | 781 | 709 | 72   |
| 3.   | Allianz Swans Gmunden | 15  | 10 | 5 | 5 | 748 | 763 | -15  |
| 4.   | Antwerp Giants        | 14  | 10 | 4 | 6 | 754 | 791 | -37  |
| 5.   | Hapoël Galil Elyon    | 13  | 10 | 3 | 7 | 784 | 839 | -55  |
| 6.   | Fribourg Olympic      | 13  | 10 | 3 | 7 | 737 | 808 | -71  |

### Groupe F
| Rang | Équipe               | Pts | J  | V | D | Bp  | Bc  | Diff |
| ---- | -------------------- | --- | -- | - | - | --- | --- | ---- |
| 1.   | MBK Dynamo Moscou    | 18  | 10 | 8 | 2 | 913 | 809 | 104  |
| 2.   | Telindus BC Oostende | 16  | 10 | 6 | 4 | 814 | 799 | 15   |
| 3.   | KK Crvena Zvezda     | 16  | 10 | 6 | 4 | 839 | 848 | -9   |
| 4.   | ČEZ Nymburk          | 15  | 10 | 5 | 5 | 825 | 802 | 23   |
| 5.   | UPIM Bologne         | 14  | 10 | 4 | 6 | 745 | 759 | -14  |
| 6.   | Panellinios Athènes  | 11  | 10 | 1 | 9 | 722 | 841 | -119 |

### Groupe G
| Rang | Équipe                    | Pts | J  | V | D | Bp  | Bc  | Diff |
| ---- | ------------------------- | --- | -- | - | - | --- | --- | ---- |
| 1.   | Kalise Gran Canaria       | 18  | 10 | 8 | 2 | 820 | 752 | 68   |
| 2.   | Adecco ASVEL Villeurbanne | 16  | 10 | 6 | 4 | 864 | 809 | 55   |
| 3.   | Panellinios Athènes       | 15  | 10 | 5 | 5 | 822 | 818 | 4    |
| 4.   | Asco Śląsk Wrocław        | 15  | 10 | 5 | 5 | 785 | 760 | 25   |
| 5.   | Ludwigsburg               | 13  | 10 | 3 | 7 | 811 | 852 | -41  |
| 6.   | BC Kalev                  | 13  | 10 | 3 | 7 | 727 | 838 | -111 |

### Groupe H
| Rang | Équipe           | Pts | J  | V | D | Bp  | Bc  | Diff |
| ---- | ---------------- | --- | -- | - | - | --- | --- | ---- |
| 1.   | Benetton Trévise | 17  | 10 | 7 | 3 | 833 | 762 | 71   |
| 2.   | BC Kiev          | 17  | 10 | 7 | 3 | 802 | 735 | 67   |
| 3.   | Lukoil Academic  | 16  | 10 | 6 | 4 | 886 | 811 | 75   |
| 4.   | Artland Dragons  | 15  | 10 | 5 | 5 | 723 | 793 | -70  |
| 5.   | ASK Riga         | 13  | 10 | 3 | 7 | 723 | 728 | -5   |
| 6.   | Pau-Orthez       | 12  | 10 | 2 | 8 | 692 | 830 | -138 |

### Groupe I
| Rang | Equipe           | Pts | J  | V | D | Bp  | Bc  | Diff |
| ---- | ---------------- | --- | -- | - | - | --- | --- | ---- |
| 1.   | Turów Zgorzelec  | 18  | 10 | 8 | 2 | 743 | 695 | 48   |
| 2.   | Zadar            | 16  | 10 | 6 | 4 | 850 | 761 | 89   |
| 3.   | UNICS Kazan      | 15  | 10 | 5 | 5 | 799 | 732 | 67   |
| 4.   | Hapoël Jérusalem | 15  | 10 | 5 | 5 | 820 | 856 | -36  |
| 5.   | Eiffel Towers    | 13  | 10 | 3 | 7 | 788 | 863 | -75  |
| 6.   | Strasbourg IG    | 13  | 10 | 3 | 7 | 688 | 781 | -93  |

## 16ede finale
Le tirage au sort des 16e de finale a eu lieu à Barcelone le 28 janvier 2008.
Cette phase se déroule sous la forme de match aller-retour. Les rencontres se déroulent les 19 et 26 février.
| Club                      | Aller | Retour | Club                      |
| ------------------------- | ----- | ------ | ------------------------- |
| Asco Śląsk Wrocław        | 78-85 | 83-92  | MBK Dynamo Moscou         |
| Academic Sofia            | 67-64 | 73-55  | BK Ventspils              |
| BC Ostende                | 61-65 | 60-68  | BC Kiev                   |
| ČEZ Nymburk               | 61-61 | 66-68  | Turów Zgorzelec           |
| Élan Chalon               | 93-85 | 57-78  | Akasvayu Girona           |
| Hemofarm                  | 82-56 | 73-78  | Budućnost Podgorica       |
| UNICS Kazan               | 81-65 | 93-96  | Türk Telekomspor          |
| Artland Dragons           | 81-75 | 80-82  | Triumph Lyubertsy         |
| Allianz Swans Gmunden     | 59-89 | 56-77  | DKV Joventut              |
| RheinEnergie Cologne      | 72-91 | 69-96  | BC Khimki Moscou          |
| Azovmach Marioupol        | 82-80 | 60-77  | Zadar                     |
| Panellinios Athènes       | 70-59 | 61-82  | Pamesa Valencia           |
| Hapoël Jérusalem          | 88-73 | 53-73  | Beşiktaş JK Colatruka     |
| KK Crvena Zvezda          | 81-71 | 83-82  | Benetton Trévise          |
| Adecco ASVEL Villeurbanne | 69-69 | 75-76  | Galatasaray SK Cafe Crown |
| KK Bosna                  | 89-82 | 69-89  | Gran Canaria              |

## 8ede finale
Cette phase se déroule sous la forme de match aller-retour. Les rencontres se déroulent les 11 et 18 mars.
| Club                      | Aller | Retour | Club                  |
| ------------------------- | ----- | ------ | --------------------- |
| Academic Sofia            | 75-89 | 77-103 | MBK Dynamo Moscou     |
| BC Kiev                   | 59-71 | 67-58  | Turów Zgorzelec       |
| Hemofarm                  | 71-80 | 62-75  | Akasvayu Girona       |
| Artland Dragons           | 80-78 | 59-74  | UNICS Kazan           |
| BC Khimki Moscou          | 73-96 | 54-69  | DKV Joventut          |
| Zadar                     | 74-69 | 70-93  | Pamesa Valencia       |
| KK Crvena Zvezda          | 81-71 | 69-81  | Beşiktaş JK Colatruka |
| Galatasaray SK Cafe Crown | 99-74 | 79-88  | Gran Canaria          |

## Phase finale
Le Final 8 s'est disputé du 10 au 13 avril à Turin.
|  | Quarts de finale          | Quarts de finale          |                       |    | Demi-finales | Demi-finales |  |  | Finale   | Finale   |
|  | Quarts de finale          | Quarts de finale          |                       |    | Demi-finales | Demi-finales |  |  | Finale   | Finale   |
|  |                           |                           |                       |    |              |              |  |  |          |          |
|  | 11 avril                  | 11 avril                  |                       |    | 12 avril     | 12 avril     |  |  | 13 avril | 13 avril |
|  | 11 avril                  | 11 avril                  |                       |    | 12 avril     | 12 avril     |  |  | 13 avril | 13 avril |
|  | MBK Dynamo Moscou         | 78                        |                       |    | 12 avril     | 12 avril     |  |  | 13 avril | 13 avril |
|  | MBK Dynamo Moscou         | 78                        |                       |    | 12 avril     | 12 avril     |  |  | 13 avril | 13 avril |
|  | Turów Zgorzelec           | 63                        |                       |    | 12 avril     | 12 avril     |  |  | 13 avril | 13 avril |
|  | Turów Zgorzelec           | 63                        | MBK Dynamo Moscou     | 78 |              |              |  |  | 13 avril | 13 avril |
|  | 11 avril                  |                           | MBK Dynamo Moscou     | 78 |              |              |  |  | 13 avril | 13 avril |
|  |                           | Akasvayu Girona           | 81                    |    |              |              |  |  | 13 avril | 13 avril |
|  | Akasvayu Girona           | Akasvayu Girona           | 81                    | 75 |              |              |  |  | 13 avril | 13 avril |
|  | Akasvayu Girona           |                           |                       | 75 |              |              |  |  | 13 avril | 13 avril |
|  | UNICS Kazan               | 66                        |                       |    |              |              |  |  | 13 avril | 13 avril |
|  | UNICS Kazan               | 66                        | Akasvayu Girona       | 54 |              |              |  |  |          |          |
|  | 10 avril                  |                           | Akasvayu Girona       | 54 |              |              |  |  |          |          |
|  |                           | DKV Joventut Badalona     | 79                    |    |              |              |  |  |          |          |
|  | DKV Joventut Badalona     | DKV Joventut Badalona     | 79                    | 77 |              |              |  |  |          |          |
|  | DKV Joventut Badalona     | 12 avril                  |                       | 77 |              |              |  |  |          |          |
|  | Pamesa Valencia           | 67                        |                       |    |              |              |  |  |          |          |
|  | Pamesa Valencia           | 67                        | DKV Joventut Badalona | 90 |              |              |  |  |          |          |
|  | 10 avril                  |                           | DKV Joventut Badalona | 90 |              |              |  |  |          |          |
|  |                           | Galatasaray SK Cafe Crown | 83                    |    |              |              |  |  |          |          |
|  | Beşiktaş JK Colatruka     | Galatasaray SK Cafe Crown | 83                    | 60 |              |              |  |  |          |          |
|  | Beşiktaş JK Colatruka     |                           |                       | 60 |              |              |  |  |          |          |
|  | Galatasaray SK Cafe Crown | 61                        |                       |    |              |              |  |  |          |          |
|  | Galatasaray SK Cafe Crown | 61                        |                       |    |              |              |  |  |          |          |

## Sources et références
1. ↑   (en) Rudy Fernandez, An MVP in more ways than one
2. ↑  Les 8 meilleures équipes réunies sur un même lieu pour disputer le titre
3. ↑  (en) site officiel